# Маєток Рауха
Маєток Рауха — частково збережена пам'ятка, залишки якої знаходяться в селі Заводівка, Березівський район, Одеська область.

## Історія
Село Заводівка наприкінці 18-го століття належало графу Петру Завадовському, після смерті якого (у 1812 р.) — перейшло у володіння конезаводчикам братам Павлу і Анатолію Демидовим. Після Демидових, у 1851 році, село перейшло до Георга Рауха.
Раухами був збудований маєток, який використовувався як мисливське угіддя, в'їзна брама була оздоблена скульптурами вепрів, які є частиною гербу Раухів.
Під час радянської окупації маєток почали використовувати як психіатричний диспансер № 3. Більша частина приміщень зруйновані, або знаходяться у занедбаному стані. Збереглася в'їзна брама маєтку, господарські будівлі та стайні. Неподалік від брами збереглися руїни родинного склепу Раухів.
|                                                                   |
| Ймовірна будівля мисливського маєтку Рауха - знаходиться в руїнах |

|                                                                              |
| Одне із господарських приміщень, яке використовується Психіатричною лікарнею |

|                      |
| Господарська будівля |

|                                                                                               |
| Продуктове сховище маєтку графа Рауха. Використовується як бомбосховище Психіатричної лікарні |

|                                  |
| Середина продуктового приміщення |

|              |
| Руїни стайні |

|                      |
| Господарська будівля |

## Відомі власники маєтку

### Раух Георг Адольф(1789—1864)
Повне ім'я — Георг Адольф Дітріх фон Раух (нім. Georg Adolph Dietrich von Rauch, рос. Егор Иванович Раух) — лікар балто-німецького походження, лейб-медик, член Російської військово-медичної академії Його дружиною була Юстина фон Раух, до шлюбу Різенкампф. У 1817—1819 роках був членом масонської ложі.. 12 квітня 1846 року став дійсним статським радником і отримав дворянський титул. У 1851 році родина Раухів придбала маєток в Заводівці, керуючим яким був племінних дружини — Юстус Йоганн Конрад Різенкампф. Помер і похований у Санкт-Петербурзі.

### Оттон Раух(1834—1890)
Син Георга Рауха, генерал-лейтенант, учасник Російсько-турецької війни. Звання дістав по закінченні війни, 17 квітня 1879 року. Був начальником 22-ї піхотної дивізії, з 1889 року — командувачем 15-го армійського корпусу. Нагороджений орденом св. Станислава 1-го ступеню (1874 рік), св. Володимира 2-го ступеню (1881 р.) і Білого Орла (1884 р.). Помер і похований у Варшаві.

### Раух Георгій Оттонович(1860—1936)
Син Оттона Рауха, генерал від кавалерії, учасник Першої світової війни. Після Жовтневого перевороту був на пенсії, але в червні 1918 року його заарештувала Всеросійська надзвичайна комісія з боротьби з контрреволюцією. Однак, йому вдалося втекти та переїхати в Україну, де він отримав посаду голови ради міністрів в уряді гетьмана Скоропадського, очолив гетьманську адміністрацію в Одесі. Тим не менш, він не знайшов порозуміння із Скоропадським і перейшов до так званих Збройних сил Півдня Росії. У 1920 році він покинув Одесу на пароплаві «Габсбург» і евакуювався до Туреччини. Помер 30 листопада 1936 року в Стамбулі.
|                      |
| Родинний герб Раухів |

|                      |
| Портрет Георга Рауха |

|                                              |
| Дружина Георга Рауха — Юстина фон Різенкампф |

|            |
| Оттон Раух |

|                                                                                |
| Георгій Оттонович Раух — голова ради міністрів в уряді гетьмана Скоропадського |